# Aeroporto di Jenin-Muqeible
L'Aeroporto di Jenin-Muqeible è un vecchio aeroporto militare abbandonato della Cisgiordania, situato a circa 1 km a sud dal villaggio di Muqeible e 3 km a nord dalla città di Jenin.

## Storia
L'aeroporto fu costruito durante la prima guerra mondiale dalle truppe tedesche del Luftstreitkräfte corse in aiuto dell'Impero ottomano per la Campagna della Palestina. I tedeschi vi furono stanziati dal novembre del 1917 al settembre del 1918 con:
- 1° Jagdstaffeln (Squadrone combattente)
  - 301° Feldflieger Abteilung (Compagnia Aeronautica)
  - 303° Feldflieger Abteilung (Compagnia Aeronautica)

Con la battaglia di Megiddo del 1918 l'aeroporto cadde nelle mani dei britannici che vi stabilirono una base della Royal Air Force. Durante la Campagna del nord Africa della seconda guerra mondiale lo scalo venne usato dalla United States Army Air Forces come base per riorganizzare le loro squadriglie prima di riassegnarle alle basi aeree dislocate in Egitto per attaccare le forze delle due Potenze dell'Asse stanziate nell'Egitto occidentale e Libia. Gli americani vi basarono:
- 57° Fighter Group, dal 20 luglio al 15 settembre del 1942 (Curtiss P-40)
  - 64° Fighter Squadron, dal 19 agosto al 16 settembre del 1942
  - 65° Fighter Squadron, dal 29 luglio al 16 settembre del 1942

L'aeroporto giace in stato di abbandono e le uniche strutture rimaste sono le due piste d'atterraggio in cemento e parte delle vie di rullaggio. All'entrata occidentale di Jenin è stato costruito un monumento dedicato ai piloti tedeschi caduti durante la prima guerra mondiale.